# 161 (nombre)
Cet article concerne le nombre 161. Pour l'année, voir 161 et -161.
161 (cent-soixante-et-un, cent soixante-et-un ou cent soixante et un) est l'entier naturel qui suit 160 et qui précède 162.

## En mathématiques
Cent soixante et un est :
- le nombre semi-premier et de Blum 7 × 23,
- la somme de cinq nombres premiers consécutifs (23 + 29 + 31 + 37 + 41),
- le 6e nombre pyramidal hexagonal.

## Dans d'autres domaines
- Cent soixante et un est le numéro de la famille de colorants alimentaires constitués de pigments naturels E161-a à E161-j (du jaune-orangé à l'orange-rouge) appelés xanthophylles.
- Le Messerschmitt Bf 161, un avion allemand.
- 161 est utilisé par les antifascistes comme code pour AFA (A=1, F=6, par ordre alphabétique), parfois utilisé en 161>88  (88 est le code de Heil Hitler chez les néo-nazis, étant donné que H=8)[1]